# Hersilia impressifrons
Hersilia impressifrons là một loài nhện trong họ Hersiliidae.
Loài này thuộc chi Hersilia. Hersilia impressifrons được miêu tả năm 1993 bởi Martin Baehr & Barbara Baehr.